# Glenea blandina
Glenea blandina är en skalbaggsart som beskrevs av Francis Polkinghorne Pascoe 1858. Glenea blandina ingår i släktet Glenea och familjen långhorningar. Inga underarter finns listade i Catalogue of Life.